# 요소수

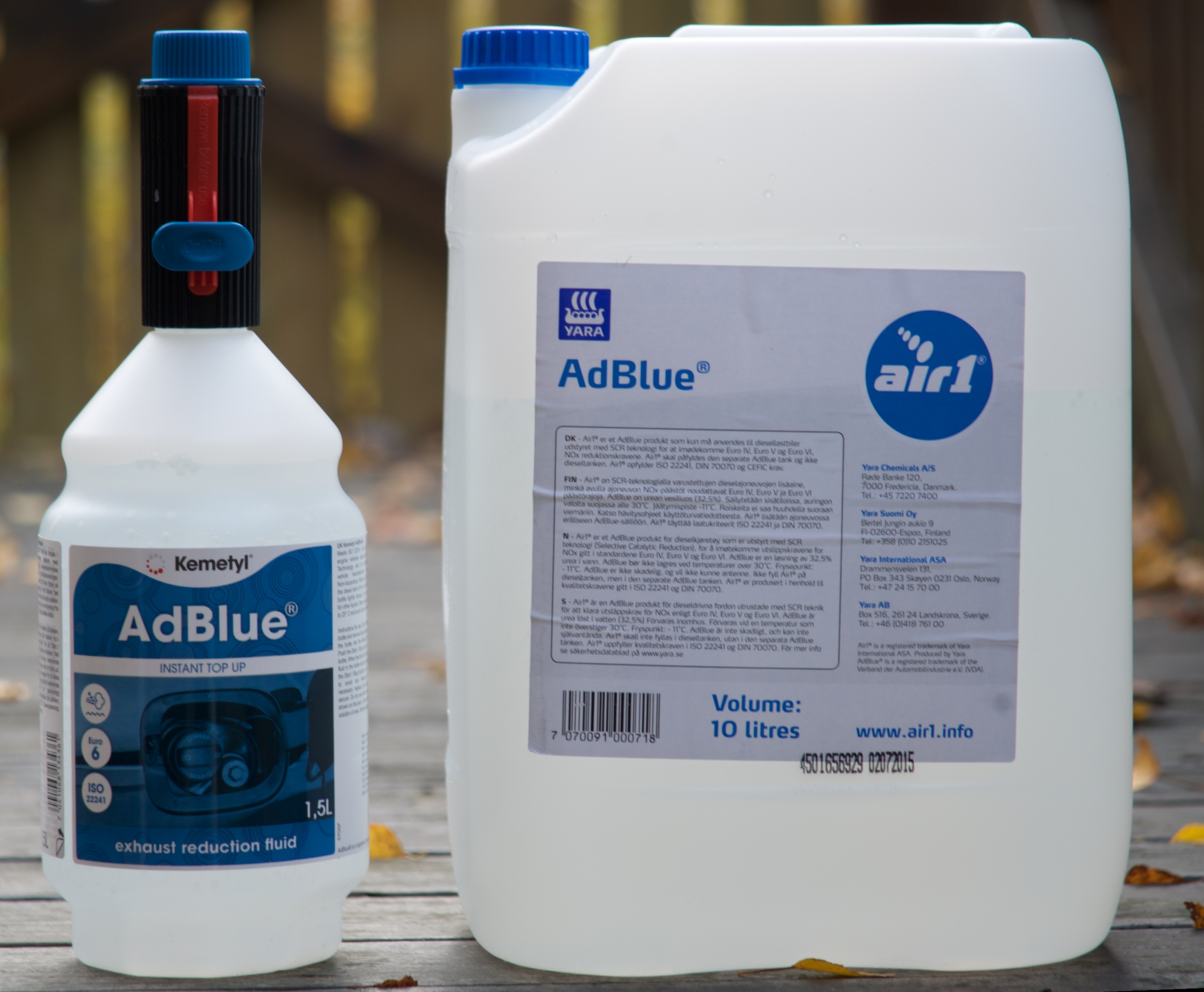
1.5L와 10L 요소수

요소수(尿素水, 영어: ureasolution, 문화어: 뇨소수) 또는 디젤배기유체(영어: diesel exhaust fluid, DEF) 또는 AUS 32(Aqueous Urea Solution 32%)는 디젤 엔진에서 선택적 촉매 환원(SCR)을 통해 질소 산화물을 질소로 환원시켜 대기오염 물질 배출의 양을 절감하기 위해 쓰이는 표준화된 농도의 요소의 수용액으로, 암모니아수와 비슷한 성분을 갖고 있다.
ISO 22241에 의해 32.5%의 요소((NH
2)
2CO)와 67.5%의 탈이온수(정제수의 일종)를 쓰도록 정해졌다. 한편  국내 경유차의 배출허용기준은 유럽연합(EU)의 기준을 적용하는 자동차 배출가스 규제 기준인 유로 6(Euro 6)로 이는 2009년에 적용한 유로5(Euro 5) 기준을 2014년부터 유로 6(Euro 6)을 적용하고 있다.

## 반응식
180℃ 이상의 배기 가스에, 요소수가 분사된다. 그러면 요소수에 포함된 탈이온수가 배기가스의 열에 의해 증발하고, 요소가 암모니아(NH3)와 이소시안산(HNCO)로 열 분해된다:
(NH
2)
2CO → NH
3 + HNCO
이소시안산은 수증기와 반응하여 이산화탄소와 암모니아로 가수분해가 된다:
HNCO +  H2O → CO2 + NH
3
지금까지 화학식 정리:
(NH
2)
2CO + H
2O → 2 NH
3 + CO2
암모니아는 산소와 촉매가 있는 상태에서 두 가지 다른 질소 산화물을 감소시킨다:
4 NO + 4 NH
3 + O
2 → 4 N
2 + 6  H2O 그리고
6 NO
2 + 8 NH
3 → 7 N
2 + 12  H2O
지금까지 화학식 총 정리:
2 (NH
2)
2CO + 4 NO + O
2 → 4 N
2 + 4 H
2O + 2 CO2 그리고
4 (NH
2)
2CO + 6 NO
2 → 7 N
2 + 8  H2O + 4 CO2

## 디젤 차량에 사용
요소수가 환경오염 방지를 위해 대형 트럭 등 경유를 사용하는 디젤엔진기관 차량에서 사용되는데, 소비량은 차량마다 각기 다르며 대개 주행거리 약 7천km ~ 1만 5천킬로미터 사이에서 교환 또는 보충하는 것을 권장한다고 알려져 있다.
일반적으로 전자제어장치에서 연동되어 요소수가 부족하면 계기판에 신호가 뜨며 요소수 없이는 시동이 불가능하도록 설계되어 있는 경우가 많다. 유럽등에서는 대표적으로 독일자동차 공업협회 (VDA) 인증마크인 애드블루(AdBlue)를 부착한 AUS32를 차량에 사용하도록 권장하고 있으며 국제적으로는 ISO22241( 또는 DIN70070)을 만족하는 인증마크를 획득하도록 하고있다. 차량의 주행 환경 및 차량 성능에 따라 차이가 있으나 대략 10리터를 주입하면 약 7천 킬로미터 전후를 주행할 수 있다.
한국에서는 2013년까지 롯데정밀화학이 요소수의 원료인 요소에 대해서 마지막까지 유일하게 생산을 해왔으나, 요소생산과정에서의 이산화탄소, 탄소 배출 등과 관련한 제조 공정 그리고 중국, 러시아등의 석탄 사용에 따른 가격 경쟁력 등이 문제되면서 2014년부터 생산을 전면 중단한 바 있다.한편 롯데정밀화학은 현재 대한민국의 주요한 요소수 제조 및 생산업체이다.
요소수는 물속에서 농도가 32.5%에서 어는점이 -11(영하11도)정도로 가장 낮다고 알려져 있다. 애드블루(AdBlue) 표준에서 이를 권장하고 있다.

## 유로6
| 유로6 주요항목 | 단위당(kWh) |
| -------------- | ----------- |
| 질소산화물     | 0.46g       |
| 미세먼지       | 0.01g       |

## 같이 보기
- 2021년 요소수 대란
- 디젤 산화 촉매장치 (DOC)